# Vlada Slovenije
Vlada Slovenije je naziv za različne vlade v politični zgodovini Slovenije:
- Prva narodna vlada Slovenije (1918-1921)
- Narodna vlada Slovenije (1945-1946)
- Vlada Ljudske republike Slovenije (1946-1953)
- Izvršni svet Ljudske skupščine Ljudske republike Slovenije (1953-1963)
- Izvršni svet Socialistične republike Slovenije (1963-1990)
- Izvršni svet Skupščine Republike Slovenije (1990-1991)
- Vlada Republike Slovenije (1991)